# Papilio xanthopleura
Papilio xanthopleura is een vlinder uit de familie van de pages (Papilionidae). De wetenschappelijke naam van de soort is voor het eerst geldig gepubliceerd in 1868 door Frederick DuCane Godman & Osbert Salvin.